# Push-Button Kitty
«Кот-робот» (англ. Push-Button Kitty) — 70-й эпизод мультсериала «Том и Джерри», вышедший 6 сентября 1952 года.

## Сюжет
Мамочка-Два-Тапочка подметает пол. По почте ей присылают кота-робота по имени Механо, и она зовёт Тома. Хозяйка говорит, что Механо будет заниматься ловлей мышей вместо Тома, тот смеётся над этим, как и Джерри, и в ответ на это хозяйка включает робота для демонстрации его работы. Механо ловит Джерри, оглушая его молоточком, заметает веником в пасть и потом вышвыривает из дома с помощью рогатки. Шокированный и огорчённый этим, Том берет палку с мешком и уходит.
Тем временем Джерри предпринимает попытки вернуться в дом: сначала прикрывшись конвертом с письмом, затем по протянутому к норе шлангу, а затем пытаясь влететь в нору из импровизированной рогатки, но из-за Механо все эти попытки сходят на нет: сначала Механо вышвыривает Джерри из дома при помощи ракетки, затем изрубает шланг топором (что едва не стоит Джерри жизни), а затем ловит мышонка перчаткой и выстреливает им из пушки, поджигая ему хвост, как фитиль.
Решив отомстить Механо, рассерженный Джерри запускает заводных мышей. Механо не знает, за какой мышью гнаться. Он преследует разных мышей, разрубая фортепиано, разбивая из пушки посуду, распиливая надвое стол и взрывая стену.
На шум прибегает Мамочка-Два-Тапочка и видит, как Механо гоняется за голубой мышью, пытаясь уничтожить её топором. Хозяйка вынуждена спасаться. Том возвращается, вбегает в дом и видит погоню. Механо, гоняясь за мышками, полностью разваливается, и его компьютер управления залетает прямо в рот Тому.
Мамочка-Два-Тапочка радуется возвращению Тома и пожимает ему руку. Джерри включает дистанционное управление, Том сам превращается в Механо, и начинает гоняться за оставшейся игрушечной мышкой, громя весь дом.

## Разное
- Это последнее появление Мамочки-Два-Тапочка.
- Этот мультфильм — отсылка к фильму «Террор Мехагодзиллы».
- Это один из эпизодов, где Том и Джерри не враждуют друг с другом.